# Chāvorchī
Chāvorchī (persiska: چاورچی) är en ort i Iran.   Den ligger i provinsen Kerman, i den centrala delen av landet, 700 km sydost om huvudstaden Teheran. Chāvorchī ligger 2 162 meter över havet och antalet invånare är 333.
Terrängen runt Chāvorchī är huvudsakligen kuperad, men den allra närmaste omgivningen är platt.Runt Chāvorchī är det mycket glesbefolkat, med 7 invånare per kvadratkilometer. Närmaste större samhälle är Javazm, 2,8 km väster om Chāvorchī. Trakten runt Chāvorchī består i huvudsak av gräsmarker.